# أسبرين/باراسيتامول/كافيين
أسبرين/باراسيتامول/كافيين عبارة عن مشاركة دوائية لمعالجة الألم، خصوصاً صداع التوتر و الشقيقة. يُباع في الولايات المتحدة تحت الاسم التجاري إكسيدرين Excedrin ، على الرغم من أنه ليست كل المنتجات التي تُباع تحت هذا الاسم تحتوي على هذه المشاركة.

## الاستخدام الطبي
تفريج الصداع ، آلام الشقيقة ، آلام الأسنان، ألام العضلات ، آلام الحيض أو الآلام ما قبل الحيض ، أو الآلام الأخرى الثانوية (مثال: بسبب التهاب الجيوب الأنفية ، التهاب المفاصل، أو الزكام ) ممكن أن يستخدم أيضاً لحالات أخرى كما هو محدد من قبل الطبيب.
أسبرين/باراسيتامول/كافيين عبارة عن مشاركة مسكنة للألم وخافضة للحرارة . تعمل عن طريق حجب المواد في الجسم التي تسبب الألم والإلتهاب.

## مضادات الاستطباب
- الحساسية لأي من هذه المكونات: أسبرين/باراسيتامول/كافئين.
- الأطفال والمراهقين الذين لديهم انفلونزا أو حماق.
- مشاكل في النزف ، مثل الناعور ، مرض فون ويليبراند ، أو صفيحات دم قليلة.
- إذا كان المريض قد تعرض تفاعلات تحسسية شديدة (مثل: طفح شديد، شرى، تورم الوجه، صعوبات في التنفس، دوخة) للأسبرين ، أو أدوية الالتهاب غير الستيروئيدية NSAID (مثل: سيليكوكسيب ، إيبوبروفين ، نابروكسين ).
- عند الأشخاص الذين يتناولون أدوية أخرى تحتوي باراسيتامول

## التأثيرات السلبية
التجريع المُوصى به يمتلك خصائص خطر قليلة عندما يُؤخذ عرضياً بحالة إماهة جيدة . كما هو الحال مع جميع الأدوية التي تحتوي على الـ باراسيتامول (أسيتامينوفين) ، فإن الاستعمال المرافق للكحول يحمل خطراً ملحوظاً للسمية الكبدية . المشاركة بين باراسيتامول و الأسبرين أيضاً تولد خطراً في نخر الحليمات الكلوية إذا تم تناول جرعات كبيرة بشكل مزمن. يعود هذا إلى حقيقة أن الـ باراسيتامول يمنح مستقلباً ساماً والذي من الممكن أن يتراكم في الكلية بينما الأسبرين يعمل على استنفاذ مخازن الغلوتاتيون الضرورية لأكسدته. بالإضافة لذلك، فإن الاستعمال المزمن للأسبرين مرتبط بالخطر المتزايد للنزيف المعدي المعوي.

## الكشف الكيميائي
ممكن أن تُكشف المشاركة لهؤلاء المركبات الثلاث في المستحضرات الصيدلانية، البول، وبلازما الدم بكميات ضئيلة باستخدام طرق كيميائية إلكترونية..

## الأسماء التجارية الأخرى
في ألمانيا، يباع هذا المزيج بالأسماء الأتية: Chephapyrin, dolomo, Dolopyrin, HA-Tabletten N, Melabon, Neuralgin, Novo Petrin, ratiopyrin, Thomapyrin CLASSIC, Thomapyrin INTENSIV, TITRALGAN, in Austria as Thomapyrin, InfluASS, Irocophan, and in Russia as Citramon.